# Endlicheria aurea
Endlicheria aurea är en lagerväxtart som beskrevs av Chanderb.. Endlicheria aurea ingår i släktet Endlicheria och familjen lagerväxter. Inga underarter finns listade i Catalogue of Life.